# Микола Сенявський (гетьман)
Сеня́вський Микола́, або Миколай (пол. Mikołaj Sieniawski; 1489 — 2 (21 лютого) 1569, Люблін) — державний, політичний і військовий діяч Польського королівства. Представник спольщеного українського шляхетського роду Сенявських гербу Леліва. Великий гетьман коронний (1561–1569), польний гетьман коронний (7 березня 1539, з допомогою Я. А. Тарновського) — 1561). Польний обозний коронний і підкоморій галицький (1532). Староста галицький і коломийський (1534). Белзький каштелян (з квітня 1537) і воєвода (1542—1554), і руський воєвода (з 22 жовтня 1553).

## Життєпис

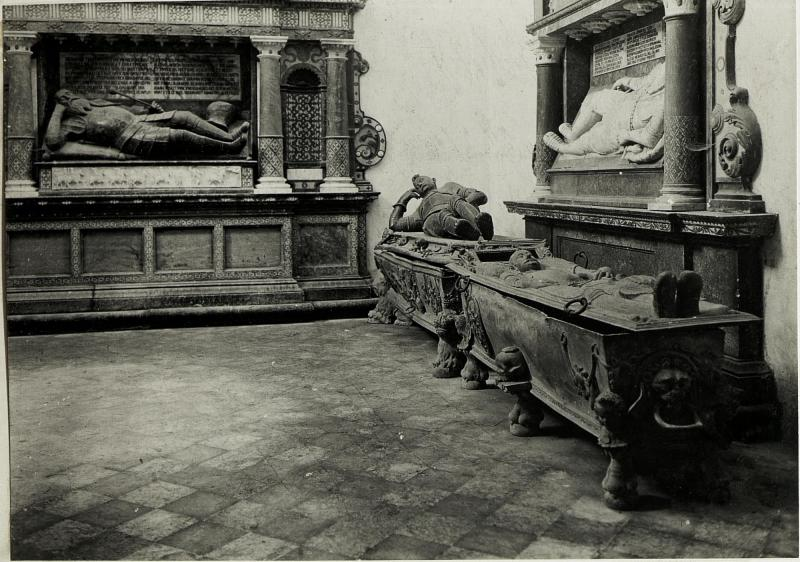
Східна каплиця, саркофаг гетьмана Миколи Сенявського (позаду), 1915

Стан каплиці та надгробка Сенявських на 2004 рік

Народився в 1489 році. Батько — Рафаїл із Сеняви, галицький хорунжий, матір — дружина батька Аґнешка Цебровська. Каспер Несецький вважав його сином Героніма Сенявського та Цебровської.
Замолоду служив в обороні поточній Руського і Подільського воєводств, брав участь у воєнних діях на південно-східних кордонах Великого князівства Литовського — у битві під Лопушним проти татар (1512 р.). 1516 зі стражником польним Станіславом Лянцкоронським воював проти татар біля Теребовлі, також біля Буська. З травня 1518 до 1530 року був придворним короля Сигізмунда І Старого (існує недостатньо свідчень в документах Сігізмунда І). 1522 року перебував у Молдавії, напад татар 1524 року застав його у Рогатині.
Влітку 1529 року з 150-кінною коругвою очолив виправу королівських ротмістрів разом з Гербуртом, Юрієм Язловецьким на Дике Поле та Очаків (всього було 1000 вершників). Без дозволу короля вирішив допомогти хану Сеадет-Гераю, проти якого збунтувався братанок Іслам-Герея. У полі були розбиті війська Іслам-Герея, вирушив, пустошачи околиці, на Очаків, де було 3000 татар. Дізнавшись про союзництво Іслам-Герея та короля, почав перемовини. Всупереч домовленостей, потрапив до ув'язнення, польські вершники були оточені та розбиті. Після кількамісячного полону був викуплений зусиллями гетьмана великого коронного Яна Амора Тарновського. Для помсти 1530 року зі старостою хмільницьким Предславом Лянцкоронським пішов на Білгород, де вони завдали татарам значних втрат.
Після захоплення Покуття в грудні 1530 року Петру IV Рарешем перешкоджав зі своїм відділом грабувати польське прикордоння, слідкував за рухами молдавського війська. В битві під Гвіздцем 19 серпня 1531 p. допоміг передовій сторожі Януша Свенцицького, через що змогли розгорнутись головні сили польського війська. Керував коронним військом у битві під Гвіздцем. В битві під Обертином керував 2-м загоном (пол. hufiec, 980 вершників), навпроти тильної брами табору. Після перемоги в битві був висланий з полоненими до Кракова, куди прибув 6 вересня. Через те, що досяг успіхів, з 1531 р. як стражник польний коронний очолював оборону поточну, заступав свого тестя Яна Колу. Був ротмістром кінноти на Поділлі (1530—1537 рр.). 24 грудня 1532 p. став галицьким підкоморієм. В травні 1534 галицька шляхта вислала його до короля Сигізмунда І Старого у справі спадку воєводи краківського Отто Ходецького. 12 червня 1534 у Вільному представив королю скарги на його придворних, які відбирали рухомості та маєтки померлого Отто Ходецького. Король повернув кошти на дорогу, надав кадук (рухомості) по Стефану Палуку, 16 липня тимчасово призначений старостою галицьким та коломийським. З розмови із королевою Боною та її секретарем Флоріяном Чурилом довідався про вороже ставлення до Яна Амора Тарновського.
Під час московської війни 1534—1536 р. забезпечував контроль молдавського кордону. В серпні 1535 р. Петру Рареш з татарами вторгся на Покуття, Миколай Сенявський прогнав їх. Використовував проти чамбулів вміння ротмістра Бернарда Претвича. Особисто брав участь в сутичці з татарами весною 1537, розбив ханського сина Езібек Султана під Паньківцями. В листопаді 1537 р. завдав випереджувального удару по Молдавії, тоді було спалено Чернівці, Ботошани та навколишні села. В січні 1538 p. після вторгнення П. Рареша з 20 000 на Поділля Миколай Сенявський та каштелян поланецький А. Тенчинський з 1800 вояками програли їм над Серетом біля Теребовлі. Через непідготовленість та відсутність субординації А. Тенчинського в битві 1 лютого втратили близько 900 осіб.
Близько 22 грудня 1542 отримав номінацію на посаду белзького воєводи, яку після нього 19 квітня 1554 посів Войцех Стажеховський. Активно втручався в молдовські справи. 1552 р., за підтримки Миколая Сенявського, молдовський престол зайняв Олександр IV Лопушанин, який став ленником Польщі.
Після повернення з Османської імперії на початку 1554 року Дмитро Вишневецький у товаристві свого давнього товариша в сутичках проти орди — руського воєводи Миколая Сенявського, який взяв на себе місію виправдовувати «Байду» перед королем та сеймом, вирушив до Варшави; пояснення стосовно перебування в Порті були прийняті.
В кінці 1560 р. за завданням короля, з приватним військом, розбив під Поморянами військо Альбрехта Ласького та Якова Геракліда, які йшли до Молдавії. В жовтні 1561 р., коли вони повторно йшли до Молдавії, їх не затримував. 26 березня 1563 р. призначений великим гетьманом коронним.
Був протестантом. В оточенні М. Сенявського зблизився з проповідниками ідей Реформації польський письменник, поет-мораліст, релігійний полеміст епохи Відродження Миколай Рей. Згідно з декотрими дослідниками, Микола Сенявський перетворив замковий костел на кальвінський збір, перейшов у католицьку віру незадовго до смерти.
Виїхав на підписання унії до Любліна, незважаючи на слабке здоров'я. Помер у Любліні, його тіло супроводжував король: за даними о. К. Несецького ТІ — пішки за межі Любліна, за іншою — до Бережан. Був похований у презбітерії костелу Св. Трійці Бережанського замку. Його мармурово-алебастровий надгробок авторства Генріха Горста (1582 р.) у лівій каплиці знищили під час плюндрування костелу в 1939—1941 роках і після 1946 р. за доби СРСР. Збережені фрагменти фігури Миколая Сенявського перебувають в Олеському замку. До 1939 р. у зброївні замку була картина похоронів М. Сенявського.

### Доброчинність
За дорученням королів, активно займався заселенням теренів, спорожнілих внаслідок нападів татар. Заклав 1530 р. родинну резиденцію та місто в Бережанах, a також міста
- Бібрка на ґрунті села Борек (1538[8]/1540 р.),
- Сеняву над Іквою (1543 р.),
- Калуш (1549 р.),
- Миколаїв (над Манилівкою) (1555 р.).
- Заклав містечко в Уланові, почав будувати замок.  
Будував замки, оточував мурами міста, утримував приватне військо.

### Власність
1519 року містечко Язловець отримало підтвердження маґдебурзького права та можливість проводити ярмарок на день святої Катерини, надані королем Сиґізмундом І Старим на прохання тодішнього дідича нового і старого Язловця, галицького хорунжого Миколи Сенявського — другого чоловіка вдови Теодорика Язловецького (молодшого). У 1544 році продав Юрію Язловецькому місто Язловець з навколишніми селами за 6400 зл., остаточно суму було сплачено в 1546 році.
Володів містами Мартинів (1544), Войнилів (1552), Бурштин (1568). Король Сигізмугд І Старий надав привілей-підтвердження на його дідичні села Бережани, Лапшин, Лісники, Лачів за військові заслуги, йому та його нащадкам чоловічої статі — село пол. Baline (Кам'янецька земля).

### Сім'я
Біля 1511 (1515) р. одружився з Катажиною Язловецькою з Ко́лів (пом. до 1544)  — донькою галицького підкоморія, польного гетьмана Яна Ко́ли, вдовою Теодорика Язловецького (молодшого, пом. по 1544 р., внук Теодорика Бучацького-Язловецького). У шлюбі народились:
- Геронім (Єронім, Ярош, Ярослав)[12] (1519–1582[13])  — каштелян кам'янецький, воєвода руський
- Микола (1587)  — гетьман польний коронний
- Анна  — дружина каштеляна краківського, перемиського старости Спитка Вавжинця Йордана (мали 5 доньок[14])
- Катерина (пом. до 1569)  — дружина (1543) Анджея Бучацького-Творо́вського[15] (або Яна Бучацького-Творовського — старшого сина[16] польного гетьмана коронного, воєводи подільського Яна Творовського)
- Іван (пом. 1583)  — суддя земський галицький, каштелян львівський (дружина — Дорота з Гербуртів).
- Рафаїл (пом. 1592)  — каштелян кам'янецький.

## Зауваги
1. ↑  щоправда, Казімеж Пшибось не вказав, що він посідав такий уряд → див.: Prszyboś K. (opracował). Urzędnicy województwa ruskiego XIV—XVIII ww. — Wrocław — Warszawa — Kraków — Gdańsk — Łódź : Zakład Narodowy Imienia Ossolińskich, Wydawnictwo Polskiej Akademii Nauk, 1987. — S. 35—36, 387. (пол.)